# Marwari
Marwari – w Indiach i innych krajach potoczne określenie członków kasty kupieckiej, wywodzących się pierwotnie z Radżastanu, a zwłaszcza z regionu Marwar. W sensie dosłownym "Marwari" jest określeniem geograficznym, może dotyczyć Marwarczyków należących do dowolnej kasty, lecz najczęściej używane jest jako skrót od "Marwari baniya", czyli kupiec marwarski, gdyż właśnie ta grupa społeczna migrowała na największą skalę. Migracje związane z działalnością handlową nie ograniczały się tylko do Indii i krajów ościennych, obecnie przedstawicieli tej klasy można spotkać niemal na całym świecie. Określenia Marwari używa się nawet w przypadku, gdy społeczność taka przebywa w danym regionie od wielu pokoleń.

## Język
Pierwotnie członkowie tej grupy używali marwari, jednego z języków radżastańskich, lecz wielu z nich zasymilowało się zupełnie z miejscową ludnością również pod względem językowym, z biegiem czasu tracąc znajomość swego pierwotnego języka.

## Religia
Większość Marwari to hinduiści, wielu jest również dżinistów. Nie należą do rzadkości małżeństwa mieszane między tymi grupami.

## Przynależność kastowa
Z punktu widzenia tradycyjnego systemu kastowego Marwari należą do warny wajśjów, w jej ramach do ogólnoindyjskiej klasy kupców (bania/baniya). Jednak w praktyce tworzą odrębną endogamiczną kastę (dźati) zwaną tak samo – Marwari. Dodatkowo dzielą się jeszcze na kilka podgrup.

## Przedstawiciele
- Lakshmi Mittal